# T-Boz

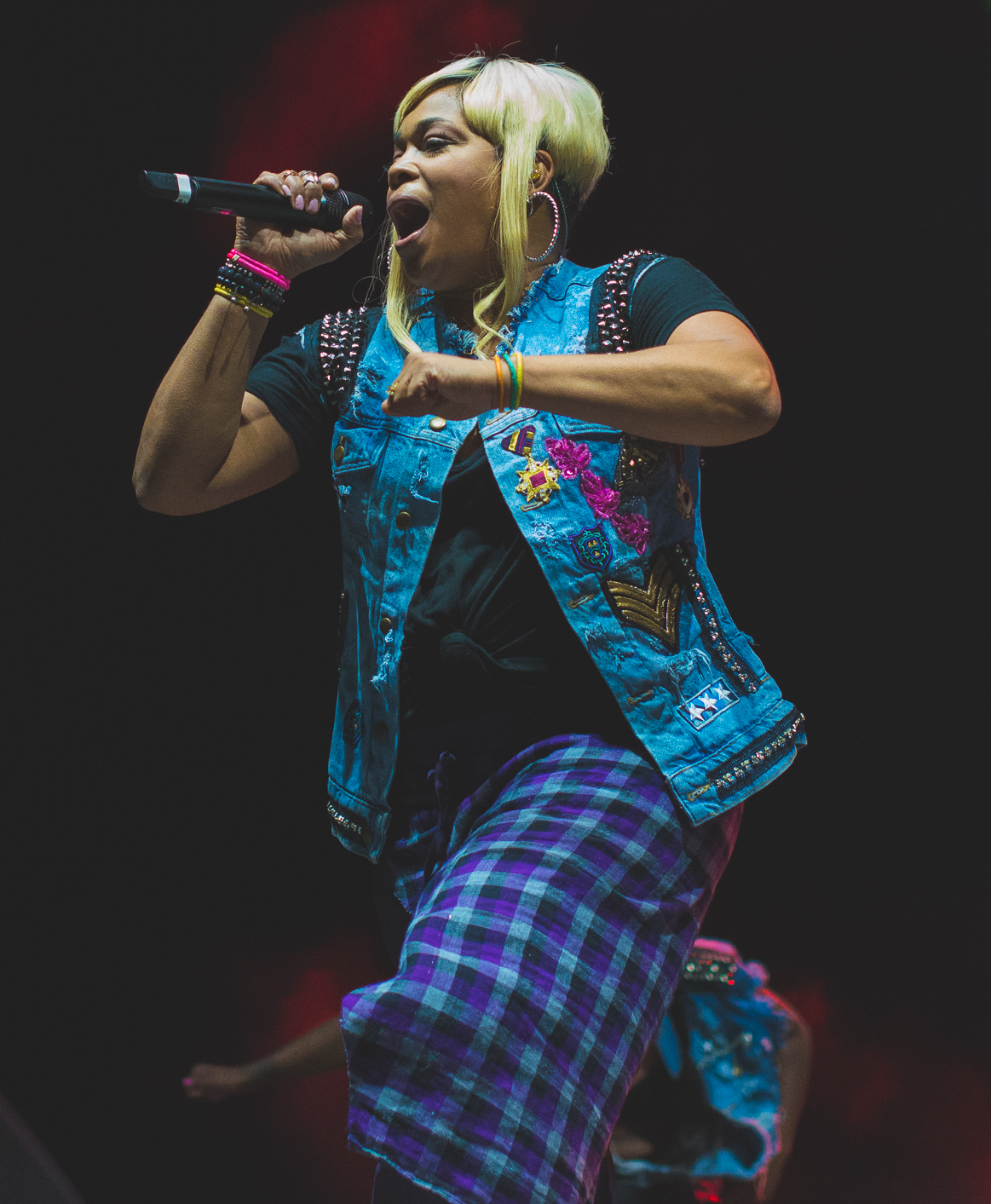
T-Boz (2016)

Tionne Tenese „T-Boz“ Watkins (* 26. April 1970 in Des Moines, Iowa) ist eine amerikanische Sängerin und Mitglied des R&B-Hip-Hop-Trios TLC.

## Biografie
Watkins Vater verließ die Familie, als sie drei Jahre alt war. Gemeinsam mit ihrer Mutter zog sie daraufhin nach Atlanta. Dort wurde sie während ihrer Schulzeit von drei verschiedenen Highschools verwiesen; sie selbst bezeichnet ihre Schulzeit als härteste Zeit ihres Lebens. Dank ihrer Mutter schaffte sie jedoch einen ausreichenden Abschluss und begann eine Ausbildung als Friseurin. Seit ihrer Kindheit leidet sie an Sichelzellenanämie, bekam aber erst mit 28 Jahren die genaue Diagnose.
1991 wurde sie von ihrer späteren Managerin Pebbles zusammen mit Lisa Lopes und Rozonda Thomas als Band TLC unter Vertrag genommen. 
1999 wurde ihr Buch Thoughts veröffentlicht, in dem sie neben ihrer Biographie auch einige selbstgeschriebene Gedichte veröffentlichte. Als Schauspielerin spielte sie in mehreren Produktionen mit (unter anderem in White Lines – Im Teufelskreis des Verbrechens).
Im August 2000 heiratete sie den Rapper Mack 10 und am 20. Oktober desselben Jahres kam ihre gemeinsame Tochter Chase Rolison auf die Welt. 2004 reichte Tionne die Scheidung ein. Im Jahr 2016 adoptierte sie einen kleinen Jungen namens Chance (* 31. Juli 2015).
Heute ist Tionne eine nationale Sprecherin der amerikanischen Sichelzellenanämiestiftung, hat in Houston ein eigenes Geschäft für Kinderbekleidung („Chase’s Closet“) und mit „Shee Inc.“ und „Grunge Girl Music“ zwei eigene Unternehmen.

## Diskografie

### Singles
| Jahr | Titel Album                         | Höchstplatzierung, Gesamtwochen, AuszeichnungChartplatzierungen (Jahr, Titel, Album, Platzierungen, Wochen, Auszeichnungen, Anmerkungen) | Höchstplatzierung, Gesamtwochen, AuszeichnungChartplatzierungen (Jahr, Titel, Album, Platzierungen, Wochen, Auszeichnungen, Anmerkungen) | Höchstplatzierung, Gesamtwochen, AuszeichnungChartplatzierungen (Jahr, Titel, Album, Platzierungen, Wochen, Auszeichnungen, Anmerkungen) | Höchstplatzierung, Gesamtwochen, AuszeichnungChartplatzierungen (Jahr, Titel, Album, Platzierungen, Wochen, Auszeichnungen, Anmerkungen) | Höchstplatzierung, Gesamtwochen, AuszeichnungChartplatzierungen (Jahr, Titel, Album, Platzierungen, Wochen, Auszeichnungen, Anmerkungen) | Anmerkungen                                                |
| Jahr | Titel Album                         | DE | AT | CH | UK | US | Anmerkungen                                                |
| ---- | ----------------------------------- | --- | --- | --- | --- | --- | ---------------------------------------------------------- |
| 1991 | Word to the Badd!! You Said         | — | — | — | — | US78 (2 Wo.)US | Erstveröffentlichung: 13. August 1991 mit Jermaine Jackson |
| 1996 | Touch Myself Fled (O.S.T)           | — | — | — | UK48 (2 Wo.)UK | US40 (20 Wo.)US | Erstveröffentlichung: 18. Juli 1996                        |
| 1997 | Ghetto Love Anuthatantrum           | — | — | — | — | US16 (15 Wo.)US | Erstveröffentlichung: 1. März 1997 mit Da Brat             |
| 2000 | My Getaway Rugrats in Paris (O.S.T) | DE98 (1 Wo.)DE | — | — | UK44 (2 Wo.)UK | — | Erstveröffentlichung: 5. November 2000                     |

Weitere Veröffentlichungen:
- 1999: Be Somebody (mit Paula Cole)
- 2000: Tight To Def (mit Mack 10)
- 2002: Different Times (mit Raphael Saadiq)
- 2005: It's Good (mit YoungBloodZ)
- 2009: Someday (mit DJ Deckstream)
- 2012: Red Planet (mit Little Mix)
- 2013: Champion